# Thadäus König

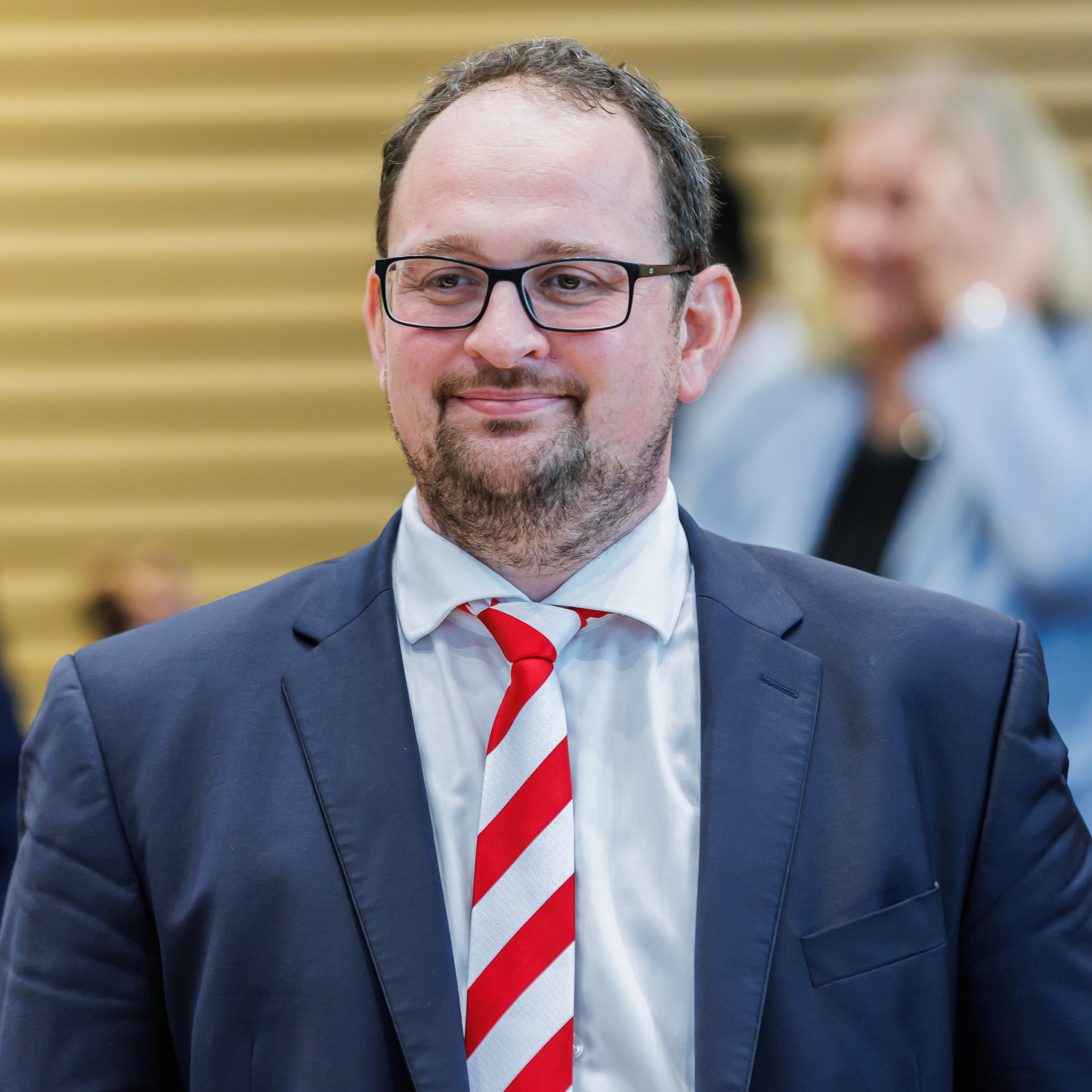
Thadäus König (2024)

Thadäus Rudolf König (* 15. Juni 1982 in Heilbad Heiligenstadt) ist ein deutscher Politiker (CDU). Seit dem 6. Januar 2019 ist er Mitglied des Thüringer Landtages (MdL) und seit dem 28. September 2024 dessen Präsident.

## Leben und Wirken
Thadäus König wurde am 15. Juni 1982 in Heilbad Heiligenstadt geboren. Er wuchs dort in einem katholischen Elternhaus auf, wo er gemeinsam mit seinen Eltern, Großeltern und Geschwistern in einem gemeinsamen Haushalt lebte.
Nach dem Ablegen des Abiturs am Johann-Georg-Lingemann-Gymnasium und dem Ableisten seines Zivildienstes in der Caritas-Sozialstation in Heilbad Heiligenstadt studierte König von 2002 bis 2008 Politikwissenschaften, Öffentliches Recht und Interkulturelle Wirtschaftskommunikation an der Universität Jena auf Magister. Ein Auslandssemester verbrachte er in Tartu in Estland. 2008 und 2009 arbeitete er als Wahlkreisreferent von Ministerpräsident Dieter Althaus und war anschließend von 2009 bis 2011 Mitglied im Promotionskolleg „Politik- und Parteienentwicklung in Europa“ der Hanns-Seidel-Stiftung. Nachdem er zunächst Assistent der Geschäftsführung des Kolping-Bildungswerkes Thüringen e. V. gewesen war, übernahm er 2013 die Geschäftsführung des Vereins. 2017 promovierte er zum Dr. phil. in Politikwissenschaft an der Technischen Universität Chemnitz über die Entstehung, Entwicklung und Struktur des Thüringer Parteisystems seit 1990.
König ist seit 2002 Mitglied der CDU Eichsfeld und seit 2009 stellvertretender Kreisvorsitzender. Für diese sitzt er seit 2004 im Kreistag des Landkreises Eichsfeld. Seit 2010 ist er dazu Beisitzer im Landesvorstand der CDU Thüringen. Daneben engagiert sich König auch in der Christlich-Demokratischen Arbeitnehmerschaft (CDA), von 2012 bis 2025 als Vorsitzender des Landesverbandes Thüringen und seit 2013 als Mitglied des Bundesvorstandes. Bei der Bürgermeisterwahl am 15. April 2018 in Heilbad Heiligenstadt unterlag König dem amtierenden Bürgermeister Thomas Spielmann (Bürgerinitiative „Menschen für Heiligenstadt“) mit 43,4 % der Stimmen.
Christian Carius, bis Oktober 2018 Landtagspräsident, gab im Dezember 2018 bekannt, sein Landtagsmandat Anfang Januar 2019 niederlegen zu wollen. Nachdem der frühere Finanzminister Wolfgang Voß und die frühere Staatssekretärin im Verkehrsministerium Inge Klaan auf das Mandat verzichtet hatten, trat König am 6. Januar 2019 die Mandatsnachfolge über die Landesliste an. Im Landtag übernahm König die Ausschusssitze von Marion Walsmann im Ausschuss für Europa, Kultur und Medien, im Ausschuss für Migration, Justiz und Verbraucherschutz sowie im Untersuchungsausschuss 6/3. Walsmann war am 4. Dezember 2018 ausgeschieden, um sich auf den Europawahlkampf 2019 zu konzentrieren, und deren Nachrückerin Birgit Diezel war zur neuen Landtagspräsidentin gewählt worden. In der 137. Plenarsitzung am 31. Januar 2019 wurde König zum Mitglied des Stiftungsrats der Thüringer Ehrenamtsstiftung gewählt.
Am 10. Januar 2019 wurde König zum Direktkandidaten der CDU im Wahlkreis Eichsfeld I für die Landtagswahl am 27. Oktober 2019 ohne Gegenkandidaten gewählt. Dabei errang er mit 49 % das Direktmandat gegen Björn Höcke, der 21 % erzielte. Diese 49 % waren das beste Ergebnis aller Wahlkreise in Thüringen bei den Erststimmen. Bei der Landtagswahl in Thüringen 2024 konnte er sein Ergebnis noch verbessern und erhielt 54,3 % der Erststimmen. Auch dieses Ergebnis war das beste aller Wahlkreise nach Erststimmen.
König ist sozial- und arbeitsmarktpolitischer Sprecher sowie sportpolitischer Sprecher der CDU-Fraktion im Thüringer Landtag. Er ist Mitglied und CDU-Sprecher im Ausschuss für Soziales, Arbeit, Gesundheit und Gleichstellung sowie stellvertretender Vorsitzender im Bildungsausschuss des Thüringer Landtages.
Am 28. September 2024 wurde König als Nachfolger von Birgit Pommer mit einer Mehrheit von 54 von 87 (32 Gegenstimmen, eine Enthaltung) abgegebenen Stimmen zum Thüringer Landtagspräsidenten gewählt.
König ist verheiratet und Vater von zwei Söhnen.

## Werke
- Das Thüringer Parteisystem. Entstehung, Entwicklung und Struktur seit 1990 (= Parteien und Wahlen. Nr. 16). Nomos, Baden-Baden 2018, ISBN 978-3-8487-4650-7 (zugl. TU Chemnitz, Diss., 2017).